# Arius

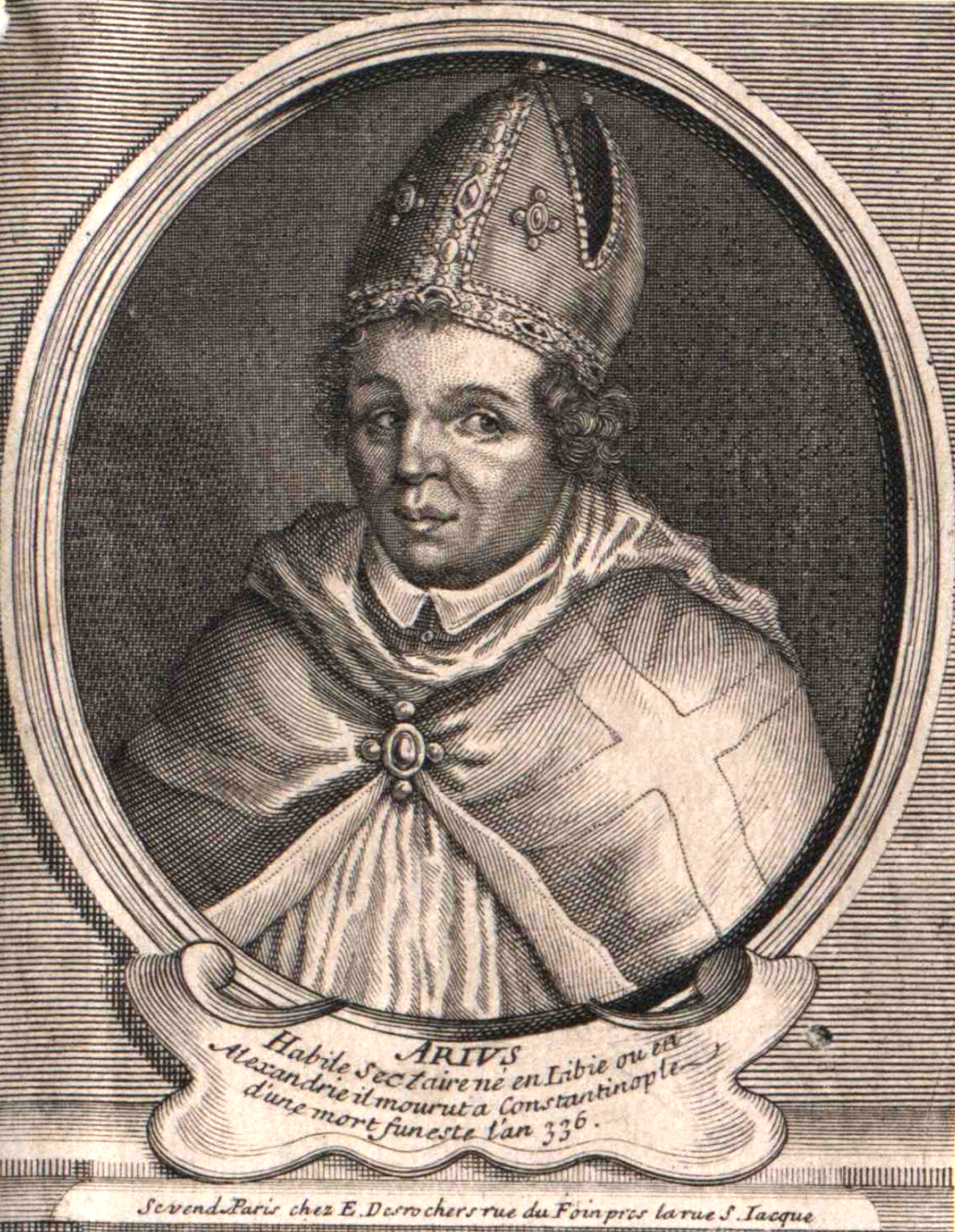
Arius von Alexandria, Phantasiedarstellung aus dem 16. Jahrhundert

Arius (altgriechisch Ἄρειος Áreios, deutsche Aussprache [aˈriːʊs]; * um 260; † nach 327; vermutlich in Konstantinopel) war ein christlicher Presbyter aus Alexandria. Nach ihm ist die Lehre des Arianismus benannt.

## Leben und Lehre

### Leben

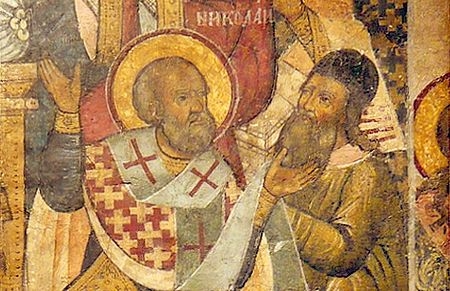
Bischof Nikolaus von Myra ohrfeigt Arius auf dem Konzil in Nicäa

Nach Epiphanius von Salamis stammte Arius aus Libyia, womit die alte römische Provinz Cyrenaica gemeint war. Arius’ Familie war bereits christlich und recht wohlhabend. Für die Annahme, dass Arius, der im Platonismus bewandert war, bei Lukian von Antiochia studiert habe, der als Priester in Antiochia am Orontes tätig war, gibt es keine ausreichend eindeutigen Belege. Zu Beginn von Kaiser Diokletians Christenverfolgung lebte Arius bereits in Alexandria, wo er von Petros von Alexandria zum Diakon und später von Bischof Achillas zum Presbyter geweiht wurde.
Etwa 318 kam es zu einem Streit zwischen dem Bischof Alexander von Alexandria (313–328) und Arius über die Trinität, wobei Arius Alexander des Sabellianismus beschuldigte. Von einem Konzil, das Alexander daraufhin einberief, wurde Arius verurteilt und verbannt. Arius hatte jedoch zahlreiche Anhänger, und der Streit verbreitete sich von Alexandria über den gesamten Osten, während Arius bei Eusebius von Nikomedia Zuflucht fand.
Mit der vom (west-)römischen Kaiser Konstantin I. im September 324 erreichten Alleinherrschaft auch über die östlichsten Reichsgebiete wurde die dogmatische Einheit der seit der Konstantinischen Wende sich entwickelnden, im ganzen Römischen Reich staatlich gestützten und anerkannten christlichen Reichskirche immer wichtiger. Verschiedene Fragen und Probleme wie der Arianismus im nun ebenfalls beherrschten östlichen Reichsteil erschwerten diese Einheit. Daher drängte Kaiser Konstantin I. auf eine einheitliche Regelung der verschiedenen Streitpunkte. Weiterhin sollte in Nicäa wahrscheinlich auch die von Konstantin I. neu errungene, umfassende kaiserliche Alleinherrschaft über das ganze Römische Reich nach dem von ihm auch religiös gedeuteten Sieg über Licinius mit einer kirchlichen Einheitssynode unter Konstantins Schirmherrschaft und Regie besiegelt werden. Er griff mit Kompromissformeln aktiv in den Konzilverlauf ein; aus seiner Sicht war die Sicherung des Religionsfriedens eine wesentliche kaiserliche Aufgabe mit politischen Implikationen (siehe auch Pax romana). Der Legende nach soll der später heiliggesprochene Bischof Nikolaus von Myra Arius auf dem Konzil vor aller Augen geohrfeigt haben. Die Lehre des Arius wurde auf dem Konzil schließlich als häretisch verurteilt. Dem Schlusswort Konstantins folgend legte das Konzil fest, dass Vater und Sohn gleichen Wesens seien (homoousios).
Arius selbst wurde auf dem Konzil in Nicäa verbannt, aber bereits 327/328 wurde die Verbannung aufgehoben, nachdem Arius ein zustimmendes, schwammiges Bekenntnis zur Theologie von Nicäa abgelegt hatte – womöglich im selben Jahr 328, in dem sein Hauptkontrahent Athanasius Bischof von Alexandria wurde. Einiges spricht dafür, dass Arius starb, bevor er nach der Aufhebung der Verbannung nach Alexandria zurückkehren konnte, da die Rückkehr von Arius in den überlieferten Schriften des Athanasius nicht erwähnt wird. Die Auseinandersetzungen brachen mit dem Tod des Arius jedoch nicht ab. Erst 380 n. Chr. ließ Kaiser Theodosius I. das nizänische Christentum zur Staatsreligion erklären, die meisten Kaiser davor waren Arianer. Der so genannte arianische Streit sollte vielmehr die Reichskirche noch einen großen Teil des 4. Jahrhunderts beschäftigen.
Besonders im östlichen Reichsteil wurde das Nicaenum theologisch eher negativ aufgenommen. Bald schon gewannen vermeintliche und echte „Arianer“, mehrheitlich eher Angehörige einer Strömung der origenistischen Theologie, „origenistische Mittelgruppe“ genannt, im Osten wieder die Oberhand.

### Theologische Positionen

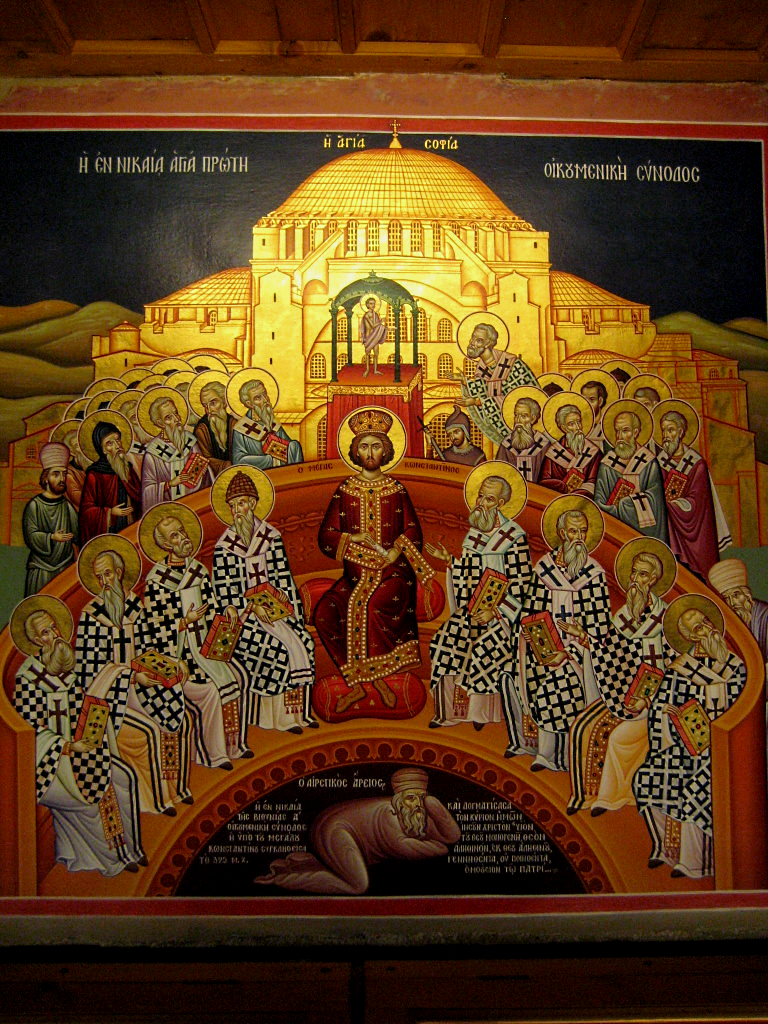
Konzil von Nicäa, mit Arius dargestellt unter den Füßen Kaiser Konstantins und der Bischöfe

Die arianische Lehre fußt auf einer speziellen Interpretation des von Origenes vertretenen Subordinatianismus der drei Hypostasen der Trinität aus Gott, Logos-Sohn und Heiligem Geist:

„Wenn der Vater und der Sohn zwei Personen sind, dann verstieße man gegen das Monotheismusgebot, wenn man annähme, dass Vater und Sohn vom gleichen Wesen seien, denn dann hätte man zwei Götter; andererseits kann es sich aber nicht um eine Person handeln, denn das wäre der gleichfalls schon verurteilte Modalismus.“

Arius vertrat, ausgehend von seiner religionsphilosophischen Bildung, die folgenden Positionen bezüglich der Trinität und Christologie:
- Dass Gott den Logos-Sohn durch eigenen Willen aus dem Nichts gezeugt habe, der Logos-Sohn damit nicht aus dem Wesen Gottes gezeugt sei
- dass der Logos und der Vater entsprechend nicht gleichen Wesens seien (Wesensgleichheit)
- dass nur Gott daher wahrer Gott sei, der Logos-Sohn dagegen kein wahrer Gott
- dass der Sohn ein, wenn auch einzigartiges, Geschöpf des Vaters sei
- dass Gott erst Vater geworden sei, als er den Logos-Sohn gezeugt habe
- dass es eine Zeit gegeben habe, zu der der Sohn noch nicht existierte; er habe einen Anfang gehabt (Bestreitung der anfangslosen Gleichewigkeit von Vater und Sohn, siehe Präexistenz Christi)
- dass der Logos-Sohn daher Gott untergeordnet sei (siehe Subordinatianismus)

Bei Arius ist Gott ungeworden und ungezeugt, anfangslos und ewig, unwandelbar wie unveränderlich und absolut transzendent. Der Logos-Sohn ist als selbständige Hypostase wie alles Außergöttliche erschaffen, doch unmittelbar von Gott, doch nicht identisch mit dem Gott innewohnenden Logos. Jesus Christus wurde als Träger des erschaffenen Logos entsprechend gleichfalls vor zwar undenkbarer Zeit erschaffen, doch gab es eine – logische – Zeit, in der Jesus Christus noch nicht erschaffen war. Der Logos wird bei Arius zum nicht-göttlichen, aber besonderen Schöpfungs-Vermittler, mit dem Gott alle weiteren Geschöpfe kreierte. Jesus Christus gilt bei Arius entsprechend als geschaffen und damit nicht-göttlich, nicht wesensgleich mit Gott. Zudem habe nur ein Mensch leidend am Kreuz sterben können, kein Gott; die menschliche Natur sei in Jesus Christus also dominant gewesen.
Die nachfolgenden Auseinandersetzungen um Arius’ Aussagen konzentrierten sich auf die Thesen, Logos-Sohn/Gottes Sohn bzw. Vater Sohn sei „geschaffen“ und habe einen Anfang gehabt. Analog dazu war der Logos-Sohn bei Arius kein wahrer Gott, für die Kritiker von Arius´ Thesen war aber die Erlösung durch den neutestamentlichen Christus unausweichlich damit verbunden, dass der Logos-Sohn bzw. Vater Sohn auch wahrer Gott sei.